# Elmer Chambers
Dallas Elmer Chambers (* 1897 in Bayonne, New Jersey; † ca. 1952 in Jersey City) war ein US-amerikanischer Jazz-Trompeter und Kornettist.
Elmer Chambers, der auch die Spitznamen Frog und Muffle Jaws Chambers hatte, spielte zu Beginn seiner Musikerkarriere in den Marching Bands während des Ersten Weltkriegs. Dort traf  er den Bandleader Sam Wooding, bei dem er dann in Atlantic City, Detroit und New York City auftrat. Bevor das Orchester auf Tourneen ging, verließ er Wooding und arbeitete Anfang der 20er Jahre bei Fletcher Henderson sowohl im großen als auch im kleineren Ensemble und wirkte daneben bei Plattenaufnahmen der Bluessängerinnen Alberta Hunter, Rosa Henderson, Clara Smith und Ida Cox mit. Er spielte auch mit Louis Armstrong und wirkte an dessen Sessions für Decca, Verve und Paramount mit, außerdem mit Coleman Hawkins, Don Redman, Buster Bailey und Joe Smith.
Im Jahr 1926 verließ Chambers die Henderson-Band und gehörte dann den Orchestern von  Ellsworth Reynolds (1926), Billy Fowler (1926/27) und Russell Wooding (1930) an. Er arbeitete auch in Theaterorchestern, ging mit Revuen auf Tourneen, außerdem mit Fats Waller, Sidney Bechet und June Cole, bevor er sich in den 1930er Jahren teilweise aus dem Musikgeschäft zurückzog.